# Sphex erythrinus
Sphex erythrinus är en biart som först beskrevs av Guiglia 1939.  Sphex erythrinus ingår i släktet Sphex och familjen grävsteklar. Inga underarter finns listade i Catalogue of Life.